# Lodwar
Lodwar es una localidad de Kenia, con estatus de municipio, capital del condado de Turkana.
Tiene 58 218 habitantes según el censo de 2009. Es la mayor localidad del noroeste de Kenia. Se encuentra al oeste del lago Turkana y al este de las colinas Loima, en la carretera A-1.

## Demografía
Los 58 218 habitantes del municipio se reparten así en el censo de 2009:
- Población urbana: 45 368 habitantes (22 349 hombres y 23 019 mujeres)
- Población periurbana: 2948 habitantes (1419 hombres y 1529 mujeres)
- Población rural: 9902 habitantes (4729 hombres y 5173 mujeres)

## Economía
Sus principales industrias son la artesanía canastera y el turismo.

## Transportes
Se sitúa junto a la carretera A1, que recorre el oeste del país desde Sudán del Sur hasta Tanzania.

## Clima
Posee un clima desértico cálido (clasificación climática de Köppen BWh) con temperaturas muy altas y escasas lluvias.
| Parámetros climáticos promedio de Lodwar (1961–1990, extremos 1920–presente)                     | Parámetros climáticos promedio de Lodwar (1961–1990, extremos 1920–presente) | Parámetros climáticos promedio de Lodwar (1961–1990, extremos 1920–presente) | Parámetros climáticos promedio de Lodwar (1961–1990, extremos 1920–presente) | Parámetros climáticos promedio de Lodwar (1961–1990, extremos 1920–presente) | Parámetros climáticos promedio de Lodwar (1961–1990, extremos 1920–presente) | Parámetros climáticos promedio de Lodwar (1961–1990, extremos 1920–presente) | Parámetros climáticos promedio de Lodwar (1961–1990, extremos 1920–presente) | Parámetros climáticos promedio de Lodwar (1961–1990, extremos 1920–presente) | Parámetros climáticos promedio de Lodwar (1961–1990, extremos 1920–presente) | Parámetros climáticos promedio de Lodwar (1961–1990, extremos 1920–presente) | Parámetros climáticos promedio de Lodwar (1961–1990, extremos 1920–presente) | Parámetros climáticos promedio de Lodwar (1961–1990, extremos 1920–presente) | Parámetros climáticos promedio de Lodwar (1961–1990, extremos 1920–presente) |
| Mes                                                                                              | Ene.                                                                         | Feb.                                                                         | Mar.                                                                         | Abr.                                                                         | May.                                                                         | Jun.                                                                         | Jul.                                                                         | Ago.                                                                         | Sep.                                                                         | Oct.                                                                         | Nov.                                                                         | Dic.                                                                         | Anual                                                                        |
| ------------------------------------------------------------------------------------------------ | ---------------------------------------------------------------------------- | ---------------------------------------------------------------------------- | ---------------------------------------------------------------------------- | ---------------------------------------------------------------------------- | ---------------------------------------------------------------------------- | ---------------------------------------------------------------------------- | ---------------------------------------------------------------------------- | ---------------------------------------------------------------------------- | ---------------------------------------------------------------------------- | ---------------------------------------------------------------------------- | ---------------------------------------------------------------------------- | ---------------------------------------------------------------------------- | ---------------------------------------------------------------------------- |
| Temp. máx. abs. (°C)                                                                             | 39.3                                                                         | 40.0                                                                         | 40.6                                                                         | 40.3                                                                         | 39.0                                                                         | 37.4                                                                         | 38.3                                                                         | 37.0                                                                         | 39.0                                                                         | 38.4                                                                         | 39.9                                                                         | 39.3                                                                         | 40.6                                                                         |
| Temp. máx. media (°C)                                                                            | 35.5                                                                         | 36.2                                                                         | 36.2                                                                         | 34.8                                                                         | 34.8                                                                         | 34.1                                                                         | 33.2                                                                         | 33.6                                                                         | 34.9                                                                         | 35.4                                                                         | 34.5                                                                         | 34.8                                                                         | 34.8                                                                         |
| Temp. media (°C)                                                                                 | 28.7                                                                         | 29.6                                                                         | 30.1                                                                         | 29.6                                                                         | 29.7                                                                         | 29.1                                                                         | 28.4                                                                         | 28.7                                                                         | 29.6                                                                         | 30.1                                                                         | 29.1                                                                         | 28.5                                                                         | 29.3                                                                         |
| Temp. mín. media (°C)                                                                            | 21.9                                                                         | 23.0                                                                         | 24.0                                                                         | 24.4                                                                         | 24.5                                                                         | 24.1                                                                         | 23.7                                                                         | 23.8                                                                         | 24.3                                                                         | 24.8                                                                         | 23.7                                                                         | 22.3                                                                         | 23.7                                                                         |
| Temp. mín. abs. (°C)                                                                             | 15.0                                                                         | 12.6                                                                         | 15.2                                                                         | 14.3                                                                         | 15.5                                                                         | 17.4                                                                         | 18.6                                                                         | 19.2                                                                         | 19.2                                                                         | 15.3                                                                         | 13.5                                                                         | 14.5                                                                         | 12.6                                                                         |
| Precipitación total (mm)                                                                         | 8.6                                                                          | 9.5                                                                          | 18.9                                                                         | 58.0                                                                         | 21.3                                                                         | 7.6                                                                          | 20.2                                                                         | 8.9                                                                          | 5.1                                                                          | 10.2                                                                         | 28.4                                                                         | 14.0                                                                         | 210.7                                                                        |
| Días de precipitaciones (≥ 1.0 mm)                                                               | 1                                                                            | 1                                                                            | 2                                                                            | 4                                                                            | 2                                                                            | 1                                                                            | 2                                                                            | 1                                                                            | 1                                                                            | 1                                                                            | 2                                                                            | 1                                                                            | 19                                                                           |
| Horas de sol                                                                                     | 316.2                                                                        | 271.6                                                                        | 288.3                                                                        | 258.0                                                                        | 310.0                                                                        | 306.0                                                                        | 306.9                                                                        | 306.9                                                                        | 306.0                                                                        | 306.9                                                                        | 288.0                                                                        | 313.1                                                                        | 3577.9                                                                       |
| Humedad relativa (%)                                                                             | 38                                                                           | 39                                                                           | 41                                                                           | 50                                                                           | 50                                                                           | 47                                                                           | 48                                                                           | 46                                                                           | 42                                                                           | 41                                                                           | 44                                                                           | 41                                                                           | 44                                                                           |
| Fuente n.º 1: NOAA                                                                               |                                                                              |                                                                              |                                                                              |                                                                              |                                                                              |                                                                              |                                                                              |                                                                              |                                                                              |                                                                              |                                                                              |                                                                              |                                                                              |
| Fuente n.º 2: Deutscher Wetterdienst (humidity, 1961–1990), Meteo Climat (record highs and lows) |                                                                              |                                                                              |                                                                              |                                                                              |                                                                              |                                                                              |                                                                              |                                                                              |                                                                              |                                                                              |                                                                              |                                                                              |                                                                              |